# Enrique Solares
Enrique Solares (Ciudad de Guatemala, 11 de julio de 1910- 3 de septiembre de 1995) fue un compositor guatemalteco.  

## Vida
Nació en Ciudad de Guatemala, el 11 de julio de 1910. Hijo de Don R. Felipe Solares Miranda, fundador de los laboratorios Lancasco y Ministro de Hacienda durante los gobiernos de José María Orellana y Lázaro Chacón. Recibió sus primeras lecciones de piano de las maestras Leonor Arroyave, vda. de Orellana, y Georgette Countoux de Castillo. Continuó su aprendizaje en el Conservatorio Nacional de Música, con los maestros Raúl Paniagua, Salvador Ley y José Castañeda.
En 1931 prosiguió sus estudios de piano en San Francisco, California, bajo la dirección del maestro Ernest Bacon. En 1936, ingresó en el Real Conservatorio de Bruselas en los cuales llevó a cabo estudios de contrapunto, armonía y piano para establecerse más tarde en Praga, donde perfeccionó sus estudios de composición con los maestros Vilé, Kurz y Jarsolav Křička. En dicha capital se casó con Vĕra Millerová, actriz checa, con la que tuvo dos hijas: Ana Vĕra (actriz y escritora) y Ana María (pintora). 
La ocupación nazi de Checoslovaquia obligó al Maestro Solares y su esposa a buscar refugio en Italia, por lo que siguió ampliando sus conocimientos musicales en Roma y en la Academia de Chigiana de Siena gracias al interés del Maestro Alfredo Casella. En 1942, volvió a Guatemala y trabajó, durante 6 años, como catedrático de piano en el Conservatorio Nacional y en calidad de director musical y pianista, en la Radio TGW.
A mediados de 1948, ingresó al servicio diplomático para desempeñar diferentes cargos en las Embajadas de Guatemala ante los gobiernos de Italia (2 veces); Bélgica (dos veces); España y Francia (siendo embajador Miguel Ángel Asturias). El maestro Solares, además de una extensa cultura, dominaba no sólo el castellano sino también el inglés, el francés, el italiano y el checo. En 1982, siendo cónsul general de Primera en Guatemala y decano del cuerpo consular de Bélgica, fue jubilado de su carrera diplomática. Dos años después, volvió a Guatemala a seguir impartiendo cursos privados de interpretación pianística. Entre otros reconocimientos del medio artístico cultural guatemalteco, la Universidad de San Carlos le concedió el título de Emeritissimum.

## Obras seleccionadas
Orquesta
- Suite Miniatura
- Partita para orquesta de cuerdas, premiada en 1947.

Música coral
- Te Deum para coro mixto y órgano, premiada en 1943.

Cámara
- Ofrenda a Fernando Sor, para guitarra sola.
- Riceracre sobre el nombre B-A-C-H para viola y piano, 1941.
- Cuarteto breve para cuarteto de cuerdas, premiado en 1957.
- Sonata para violín solo, premiada en 1959.
- Cuarteto para cuerdas y voz de bajo, 1960, poesía de Miguel Ángel Asturias.

Piano
- Suite, 1954
- Cuatro ofrendas, premiada en 1955.
- Cuatro disparates, 1955
- Cinco ricercare, 1957
- Preludio en Re
- Estudio en forma de marcha
- Valses cómicos y sentimentales